# 군검사 도베르만
《군검사 도베르만》은 2022년 2월 28일부터 2022년 4월 26일까지 방송된 tvN 월화 드라마다.

## 기획의도
돈을 위해 군검사가 된 남자 도배만과 복수를 위해 군검사가 된 여자 차우인이 만나며 벌어지는 이야기를 그린 군사 액션 드라마

## 제작진

### 제작사
- 로고스필름

### 제작
- 이장수
- 장세정

### 극본
- 윤현호 : SBS 수목 드라마 《리멤버 - 아들의 전쟁》(집필), tvN 토일 드라마 《무법 변호사》(집필) 집필

### 연출
- 진창규 : MBC 월화 드라마 《역적 : 백성을 훔친 도적》(공동 연출), MBC 월화 드라마 《배드파파》(연출), MBC 수목 드라마 《십시일반》(연출) 연출

## 등장인물

### 주요 인물
- 안보현 : 도배만 역 (아역 : 박시원) - 미친 개 군검사

"나 알지? 한 번 물면 절대 안 놓는 거."
전역을 앞둔 육군 4사단 소속 법무장교, 계급 대위. 보직은 군검사. 10살 때 사고로 군인인 부모를 잃고, 고모 손에 컸다. 중졸 학력으로 사법시험에 합격해 이제 좀 흙수저 탈출인가 싶었지만, 서초동 거대 로펌들은 중졸 학력에 썩은 개천 출신 도배만을 쳐다보지도 않았다. 하지만, 여기서 포기한다면, '도베르만'이라는 별명이 붙을 리 없다. 무조건 성공으로 직행할 지름길을 찾는다!
그런 도배만의 앞에 로앤원의 대표 변호사 용문구가 손을 내민다. 자신의 밑에서 5년만 군검사로 일해준다면 고연봉과 로앤원 파트너 변호사로 스카웃하겠다는 제안이다. 군인이었던 부모 사고의 충격으로 군대에 대한 강한 반감과 응축이 있었던 도배만은 돈을 위해 딱 5년만, 상처에 정면으로 맞서 군복을 입기로 한다. 직구가 안 통하면 변화구를 던지고 변화구가 안 되면 벤치클리어링이라도 일으켜 이길 판을 만들고 마는 투견 같은 성격.
남다른 근성과 능수능란한 언변, 잡초같은 적응력, 짐승같은 촉, 누구보다 뛰어난 만렙의 자기애. 도배만은 자신만의 무기로 날아다닌다. 그야말로 '로얄'한 목적으로 군대에 끌려온 로얄패밀리의 자식들이 복무 중에 치는 각종 사건 사고들의 해결사로 등판한다. 계급사회의 끝판왕인 군대에서 높은 신분들이 마음 편히 갑질하도록 군검사 권력을 사적으로 이용한다. 검사로는 썩어빠졌고 군인으로는 군기 빠진- 돈만 잘 버는 군검사 도배만.
그에게 군대는 돈벌이 수단 그 이상도 그 이하도 아니었다. 그렇게 5년 뒤, 드디어 군검사 전역을 한 달 남겨둔 말년장교 도배만. 퀴퀴한 국방색 군복을 벗어 던지고 명품 수트발 날리며 '민간인 법조계'에 화려하게 복귀할 순간만 기다리고 있는데, 신임 군검사 차우인의 등장으로 강력한 브레이크가 걸렸다.
- 조보아 : 차우인 역 (아역 : 이효비) - 일급 조련 군검사

"약한 척 하지마, 더 맞기 싫으면."
육군 4사단 법무실 신참 법무장교. 계급 대위. 보직은 군검사. 군대 안에서 자신이 맡은 사건을 수사할 때면 계급이 높든 말든 틀린 건 하나하나 따지고 조목조목 반박하는 담대함을 가졌다. 강한 눈빛에 당당한 태도는 어디에 있든 어떤 제복을 입고 있든 항상 빛이 난다. 싸가지 없을 정도로 거침없는 언변을 가졌으며 선천적으로 강자에 대한 두려움이 없다. 화려한 환경에 비해 필사적으로 조용한 학창시절을 보낸 탓에 알려진 정보가 거의 없을 뿐, 그녀는 사실 굴지의 방산업체인 IM 디펜스 차 회장의 외동딸이었다.
비록 지금은 재벌딸 타이틀을 잃었지만 차우인이 군대 밖에 이뤄놓은 것들은 차고 넘쳤다. 법무장교로 임관해 밟게 된 군사법원은 무법천지였다. '군법' 자체가 전시를 위해 만들어진 법이었던 만큼 군사법원은 법전이 아니라 상명하복으로 돌아가는 곳이었고, 그야말로 법 위에 계급이 존재했다. 몹쓸 관행과 수직적 위계를 따지는 군법정에 차우인은 새 바람을 일으킨다. 죄를 저질렀다면 가슴을 별로 뒤덮은 장군이든 작대기 하나 달린 이등병이든 평등하게 검사의 칼을 들이댄다.
군복 벗기겠다는 협박도 검사질 못하게 만들겠다는 협박도 차우인에겐 통하지 않는다. 하지만, 차우인이 군대에 온 진짜 이유는 사냥감들을 잡기 위해서였다. 그래서 자신처럼 만만치 않은 사람이 필요했다. 바로 자신과 같은 운명의 도배만이었다. 유능한 사냥개가 필요했던 차우인은 도배만을 보고 확신한다. 자신이 도배만의 목줄을 쥔다면, 어제까지는 썩어빠진 군검사였던 도배만이 오늘부터는 적의 목덜미를 물어 뜯어버릴 사냥개가 될 거라고.
- 오연수 : 노화영 역 - 최초의 여자 사단장

"난, 군복 입은 여자들이 꿈도 꾸지 못하는 곳까지 올라갈 거야. 내 위에 어떤 남자도 서 있지 않게 만들 거야."
창군 이래 최초의 여자 사단장. 계급 소장 보직은 육군 4사단 사단장. 육사 출신으로 단 한 번의 비리 없이 양 어깨에 별을 달았다. 비상한 머리와 포커페이스의 여왕으로 사람을 복종하게 만드는 카리스마가 대단하다. 군대라는 가장 견고한 유리천장을 깨부순 여자 장군이기에 각종 매스컴의 중심에 있으며 여군을 넘어 여성들의 워너비로 추앙받는다. 누군가에겐 최종 목표일 수 있는 자리지만 노화영에게는 시작에 불과하다.
노화영은 군인으로서 완벽 그 자체였다. 선천적으로 오른손 검지 한마디가 없는 건 문제가 되지 않았다. 누구보다 우수한 성적으로 육사를 졸업했고, 임관 후 모든 훈련에서도 단연 돋보였다. 단 하나, 여자라는 이유만 빼고. 아무리 날고 기어도 결국 가장 높은 곳에 오르지 못하는 현실을 경험한 뒤, 노화영은 자신의 위에 어떤 남자도 서 있지 않게 만들겠다 다짐한다. 자신이 가는 길에 방해가 된다면, 그게 아들일지라도 상관없다. 기꺼이 아들 손에 수류탄을 쥐어주며 오로지 노화영의 아들임을 잊지 않게 교육시켜줄 뿐.
악마는 여러 가지 탈을 쓰지만, 선의 탈을 쓸 때 가장 무서운 법이다. 권력을 가진 악녀. 그녀의 거대한 야심을 채우기에 어깨에 달린 별 둘 계급장은 너무 가볍다. 영관급 장교뿐만 아니라 정재계 주요 인사들을 총망라한 이너써클을 꿈꾸는 비밀 사조직 '애국회'의 유일한 여성 멤버이자 핵심 멤버다. 게다가 자신의 명령을 사수하는 아바타인 용문구를 이용해 IM 디펜스를 쥐고 흔들며 '돈'이란 강력 무기까지 장착했다. 허나, 노화영에게 이 모든 건 군복이 있어야만 완벽하다.
- 김영민 : 용문구 역 - 특수부 검사 출신 변호사

"가진 자들의 급소라 이 말이지, 군대가."
국내 굴지의 로펌 '로앤원'의 대표 변호사이자 노화영 사단장과 IM디펜스 노태남 회장의 법률 경호인. 어떤 상황에도 늘 온화한 미소와 품격있는 태도를 잃지 않는다. 자신의 감정을 내세우지 않으면서 상대의 작은 것까지 포착하며 돌아가는 판을 예리하게 읽어내는 동물적 감각. 냉철한 판단력으로 어느 것 하나 놓치지 않는 치밀한 성격. 혀를 내두를 정도의 임기응변 능력과 안색 하나 변하지 않는 포커페이스의 소유자.
검사 혹은 상대 변호사와 치열한 심리전을 벌이는 법정에서 단연 최고의 진가를 발휘한다. VIP 의뢰인의 승소를 위해서라면 악행도 미소지으면서 저지를 수 있다.
- 김우석 : 노태남 역 - IM 디펜스 회장

"남들 다 패스하는 군대를 내가 왜 가야 돼?"
20대 초반에 굴지의 방산업체 회장 자리에 올라서인지 위아래를 잘 조절하지 못한다, 상대가 누구든 반말과 존댓말을 섞어 쓴다. 타고난 감정 조절 장애에 아주 기본적인 사회성까지 결여되었다. 어머니 노화영의 탐욕과 악마성을 고스란히 물려받았지만, 머리와 판단력까지는 닮지 못해 각종 사건 사고를 대책 없이 저지르고 다닌다. 노화영이 낳고 길러낸 괴물이라는 점에서 그의 존재는 측은하기도 하다.
특권층으로 태어나 다른 사람들을 우습게 여기는 선민의식에 절어있다. 클럽 카르텔의 세나 성폭행 사건으로 전 국민의 공분을 산다. IM 디펜스 주가마저 흔들리는 그야말로 오너 리크스를 저지르고 나서야 사태의 심각성을 깨닫고 해결방안으로 용문구에게 입대를 제안을 받는다. 절대 가지 않을 거라 발버둥 쳤던 그 군대에? 용문구의 계획은 군법으로 무죄를 받은 뒤에, 복무 불가 판정을 받아 조기 제대한다는 전략. 죽을만큼 싫었지만 뭐, 선택의 여지가 없었다.

### 도배만 주변인물
- 강말금 : 도수경 역 - 도배만의 고모

12년차 강력계 베테랑 형사, 타고난 유머 감각에 넉살좋고 통 큰 배포를 가졌다. 경찰서 내에서 인정받는 브레인이자 행동대장이며 여자라고 내세우지 않고 차별받기도 싫어하는 합리적인 성격이다. 승진보다 검거를 더 좋아하고 체질상 나쁜 놈을 보면 혈압이 끓어올라 건강을 생각해서라도 꼭 잡으려고 한다. 평소 쓸고 닦기를 즐기고 주변을 늘 깨끗하게 유지하는 편이라 사회에서도 '범죄자 청소부'가 되고자 한다.
일찍이 부모님을 여의었고 오빠 내외와 한집에 살았다. 그러던 어느 날, 갑작스런 오빠의 사고로 졸지에 고아가 된 도배만을 맡았다. 하늘 아래 둘만 남겨진 슬픔과 학창시절 일부러 사고치는 도배만 때문에 속앓이를 많이 했다. 주위에서는 시집도 못가고 조카 키우느라 평생을 바쳤다는 소리를 해대지만 오빠와 언니 뒤를 이어 군검사가 된 도배만을 무척 자랑스러워 한다.
- 이진수 : 도성환 역 - 수경의 오빠, 배만의 아버지. 정연의 남편. 20년 전, 육군 58사단 소속 군법무관으로 일했다. 불의의 차량 사고로 사망했다.

- 채송화 : 유정연 역 - 성환의 아내, 배만의 어머니. 수경의 올케언니. 20년 전 육군 58사단 소속 군법무관으로 일했다. 같은 차를 타고 있었던 성환과 함께 불의의 차량 사고로 사망했다.

- 권동호 : 설악 역 - 해결사, 설악천지 대표.

외모와 패션에 신경을 많이 쓰는 해결사. 구수한 사투리를 구사하며 전위 예술가가 꿈이었지만 타고난 재능이 없다고 판단해 접었다. 대신 예술적인 싸움을 하기로 작정하고 조폭 법인인 '설악천지' 대표가 되어 각기각층 필요한 곳에 부하들을 연결시켜 준다. 아버지를 감옥에 보낸 도배만에게 앙심을 품고 있다. 하지만 매번 당하고 그때마다 다시 일어난다.

### 차우인 주변인물
- 강영석 : 강하준 역 - 24시간 차우인을 돕는 조력자

방위산업체 강스골루션 대표, 일명 핸섬하고 부드러운 스티브잡스. 천재적인 두뇌로 1인 벤쳐기업으로 사회에 첫발을 내디뎠지만 사회는 냉혹했다. 투자설명회에서 번번히 퇴짜를 맞으며 쌓여가는 은행 채무와 떠나가는 사람들. 사업자금을 모으기 위해 만든 도박 프로그램을 이유로 자신을 쫓는 미국 갱들까지. 그때, 손을 내밀어 준 사람이 차우인의 아버지, 차호철 회장이다. 가장 어려웠던 시절 차 회장의 투자로 회사를 성장시킬 수 있었다.
성공한 방위사업체 대표가 된 강하준은 차우인을 다시 만나게 되고 차우인이 계획한 복수의 퍼즐을 완성해주기 위해 24시간 움직인다. 천재적인 해킹 실력과 007영화에 등장하는 첨단의 IT 장난감을 손수 개발해가면서 차우인을 돕는다. 그녀에 대한 깊은 마음이 고개를 들지 않도록 자기 자신조차 속여가면서.
- 유혜인 : 한세나 역 - 모델 지망생

아이돌 가수 알렌의 팬으로 인스타 DM을 보냈다가 알렌의 답장을 받고 성덕이 된다. 알렌과 만날 수 있다는 사실에 들떴지만 그것이 그녀의 불행의 시작이었다.

### 노화영 주변인물

#### 애국회 멤버
- 남경읍 : 이재식 역 - 국방부 장관

주름이 자글자글한 가는 눈, 거부할 수 없는 위압감과 특유의 능글거림이 혼재한 눈빛을 가졌다. 아버지의 뒤를 이어 육군 내 비밀 사조직인 애국회를 이끌고 있다. 신임 국방부 장관으로 취임했으며, 정치권에 대한 큰 욕망을 가지고 있다. 자신이 원하는 것이라면 뭐든 하는 충신 노화영에 대한 신뢰와 애정이 깊다.
- 박윤희 : 홍무섭 역 - 육군 제4군단장

계급 중장, 보직은 군단장. 육사 출신에 사법고시까지 합격하며 법무장교를 거쳐 지금의 자리에 오른 엘리트. 애국회 멤버 중에서 가장 자신의 속을 드러내지 않는다. 오랜 기간 이재식의 그림자로 지내오면서 충성을 다했지만 노화영에 가려져 자신의 입지가 좁혀지고 있다. 겉으로는 너그러운 척 하지만 언제라도 노화영의 약점을 잡는다면 제대로 내치고 싶은 마음을 가지고 있다.
- 정인기 : 허강인 역 - 육군 제4부군단장

계급 준장, 보직은 군부단장. 노화영의 육사동기로 학교 때부터 깊은 콤플렉스를 가지고 있다. 과도한 남본여비 사상에 젖어있다. 남자 화장실까지 쳐들어 온 노화영에게 꼼짝도 못하고 얻어맞는 굴욕을 당한 후, 노화영에 대한 복수심을 불태운다.
- 임철형 : 원기춘 역 - 육군 4사단 수색대대장

계급 중령, 보직은 수색대대장. 애국회 막내 격 멤버로 자신을 애국회로 이끌어준 노화영에게 절대 충성한다. 전쟁 나면 부하들 총알받이 세워두고 숨을 사람이라는 말을 들을 정도로 겁이 많고 자신의 이익만을 추구한다. 자신의 본성과는 정반대의 인격과 행동력으로 주목받게 되며 일생일대 초유의 상황과 맞닥뜨린다. (1회 ~ 9회)

### 노화영 주변 인물
- 조혜원 : 양종숙 역 - 4사단 사단장 전속부관

계급 중위, 보직은 전속부관. 노화영의 곁을 24시간 지키는 수족 같은 존재. 명령이나 지시에 의문을 표하지도, 반하는 행동을 하지도 않고 묵묵히 사단장인 노화영의 명령을 따르고 깍듯이 보좌한다.

### 노태남 주변인물
- 칸 : 볼트 역 - 노태남의 애견

도베르만 종자의 맹견, 군견 출신이다. 새끼 때 군견병들의 학대로 탈옥했는데 당시 부대 관사에 살던 고딩 노태남이 발견해서 키웠다. 서로 군대를 싫어한다는 공통점이 있다. 투견이지만 노태남에게는 순하다.
- 박상남 : 알렌 역 - 아이돌 가수

인기 절정의 아이돌 가수, 팬들의 인기로 먹고 살지만, 팬들은 상상조차 못한다. 여자들에게 약물을 이용해서 여자들에게 추악한 짓을 저지른다는 것을.

### 4사단 법무실
- 박진우 : 서주혁 역 - 4사단 군법무실 내 권위적인 법무참모

계급 소령, 보직은 4사단 군법무실 법무참모. 도배만과 차우인의 직속상관이다. 군법무실의 최고 실세. 상명하복을 절대적으로 따르는 내추럴군인. 검사로서의 사명감보다 군인으로서의 프라이드와 충성심이 훨씬 강하다. 차우인의 임관과 노화영의 취임으로 여자들 중간에 낀 신세를 한탄한다. 상관 노화영에겐 꼼짝 못하고 부하인 차우인만 들볶는다.
- 고건한 : 윤상기 역 - 4사단 군법무실 소속 군수사관

계급 중사, 보직은 수사계장. 도배만의 충직한 부하. 유순하고 머리가 좋다. 타고난 친화력의 소유자로 검색과 컴퓨터, 운전과 정보의 도사다. 군에 와서 만난 도배만을 깊이 좋아하고 형처럼 따른다. 군내 규율과 명령을 지키고 합리적 사고를 하는 인물이며 마음이 얼굴에 드러나는 착한 스타일이다. 사사건건 부딪히는 도배만과 차우인 사이에서 완충제 역할을 하며 둘을 엮으려고 애쓴다.
- 김한나 : 안유라 역 - 4사단 군법무실 소속 군수사관

계급 중사, 보직은 수사계장. 눈치 빠르고 날쎄며 싹싹하다. 해커를 할 정도로 컴퓨터 실력이 좋지만 법무실 안에선 드러내지 않고 있다. 집안 형편상 대학 진학을 못 하고 군대에 왔고 멋진 여군이 되려는 희망을 품고 열심히 군생활을 한다. 남몰래 도배만을 짝사랑해 오다가 신임 검사로 온 차우인이 도배만과 붙어 다니자 알게 모르게 경계한다.

### 그 외 인물
- 류성록 : 안수호 역

- 강봉성 : 군의관 역

- 미상 : 병판의 역

- 미상 : 해경 역

- 김기범 : 황철승 역

- 미상 : 구 병장 역

- 김아석 : 김한용 역

- 이진수 : 도성환 역

- 오경주 : 신 하사 역

- 백현주 : 군단장의 여동생 역

- 김요한 : 편 일병 역

- 장영현 : 마 병장 역

- 조유정 : 편 일병의 어머니 역
- 김율호 : 강철민 소위 역

- 박상남 : 알렌 역

- 강정우 : 군의관 역

### 특별출연
- 유태웅 : 차호철 역 - 우인의 아버지, IM 디펜스 전 회장.
- 이태형 : 염상섭 역 - 58사단 군법무실 소속 수사관
- 강원재 : 김현수 역 - 태남이 강제로 입대한 군대 조교
- 한기윤 : 이준 역 (군단장 여동생 홍경옥의 아들)

## 시청률
최저 시청률과 최고 시청률은 시청률 조사회사와 지역별로 시청률에 차이가 있을 수 있습니다.
| 2022년 | 2022년   | 2022년         | 2022년       |
| 회차   | 방송일   | AGB 시청률     | AGB 시청률   |
| 회차   | 방송일   | 대한민국(전국) | 수도권(서울) |
| ------ | -------- | -------------- | ------------ |
| 제1회  | 2월 28일 | 5.263%         | 5.862%       |
| 제2회  | 3월 1일  | 7.009%         | 8.119%       |
| 제3회  | 3월 7일  | 7.201%         | 7.701%       |
| 제4회  | 3월 8일  | 7.878%         | 8.387%       |
| 제5회  | 3월 14일 | 7.928%         | 8.888%       |
| 제6회  | 3월 15일 | 8.666%         | 10.016%      |
| 제7회  | 3월 21일 | 7.832%         | 9.022%       |
| 제8회  | 3월 22일 | 8.791%         | 9.794%       |
| 스페셜 | 3월 28일 | 4.372%         | 4.724%       |
| 제9회  | 4월 4일  | 7.676%         | 8.405%       |
| 제10회 | 4월 5일  | 7.424%         | 8.436%       |
| 제11회 | 4월 11일 | 7.473%         | 8.423%       |
| 제12회 | 4월 12일 | 8.742%         | 9.498%       |
| 제13회 | 4월 18일 | 8.248%         | 9.538%       |
| 제14회 | 4월 19일 | 8.848%         | 10.492%      |
| 제15회 | 4월 25일 | 8.641%         | 9.465%       |
| 제16회 | 4월 26일 | 10.081%        | 10.966%      |

## OST
- Part.1 하현우 - 도베르만 (2022.03.08 발매)
- Part.2 SSAY - My Zone (2022.03.15 발매)
- Part.3 YELO (옐로) - IGNITE (2022.03.22 발매)
- Part.4 홍이삭 - Dive in (2022.04.05 발매)
- Part.5 김한겸 - 불꽃 (2022.04.12 발매)

## 참고사항
- 강말금과 김영민은 2020년에 개봉한 영화 《찬실이는 복도 많지》 이후로 2년만에 재회하는 작품이다.
- 박상남과 김우석은 2021년에 방송된 티빙 금요드라마 《당신의 운명을 쓰고 있습니다》에 이어서 두번째로 호흡을 맞추게 되었다.

## 결방 사유
- 2022년 3월 28일 : 1회 ~ 8회 몰아보기 스페셜방송으로 인한 결방.
- 2022년 3월 29일 : 2022 FIFA 카타르 월드컵 대한민국 국가대표 최종예선 방송으로 인한 결방.

## 같이 보기
- 대한민국의 텔레비전 드라마 목록 (ㄱ)
- 2022년 대한민국의 텔레비전 드라마 목록